# 10. Regionalflotte
Die 10. Regionalflotte des Japanischen Kaiserreichs (japanisch 第十方面艦隊, Dai-jyū Hōmen Kantai) war eine Flotte der Kaiserlich Japanischen Marine, die während des Pazifikkriegs im Zweiten Weltkrieg gegründet wurde. Die Flotte bestand aus Einheiten, die im Kriegsverlauf vom Hauptquartier auf den Philippinen und anderen Inseln im Südpazifik isoliert worden waren.

## Gründung der 10. Regionalflotte
Ende Oktober 1944 erlitten die Einheiten der Südwestflotte unter dem Befehl von Vizeadmiral Mikawa Gun’ichi schwere Verluste bei der See- und Luftschlacht im Golf von Leyte. Während der folgenden Rückeroberung der Philippinen durch die alliierten Streitkräfte wurde das Hauptquartier der Südwestflotte auf den Philippinen isoliert und die 10. Regionalflotte wurde in Singapur gegründet, um das operative Kommando über ihre überlebenden Streitkräfte zu übernehmen und war für die Indochina-Halbinsel und Indonesien zuständig. Eine Ausnahme bildete die 3. Südliche Expeditionsflotte, die ebenfalls auf den Philippinen eingeschlossen war. Oberkommandierender der Flotte wurde Vizeadmiral Fukudome Shigeru.
| Unterstellte Einheiten | Unterstellte Einheiten |
| ab 5. Februar 1945 | ab 1. Juni 1945 |
| --- | --- |
| - Reste der Südwestflotte - 1. Südliche Expeditionsflotte - 2. Südliche Expeditionsflotte - 13. Luftflotte - 5. Kreuzerdivision mit Haguro und Ashigara - Hakusa und Nankai | - Reste der Südwestflotte - 1. Südliche Expeditionsflotte - 2. Südliche Expeditionsflotte - 13. Luftflotte - 5. Kreuzerdivision mit Ashigara - Nankai - 25. Spezialgarnison - 27. Spezialgarnison - 28. Spezialgarnison |

Ab dem Mai 1945 war die 10. Regionalflotte an den Nachschubfahrten für Truppen. Waffen, Munition und Nahrungsmittel zu den japanisch besetzten Andamanen in der Andamanensee beteiligt. Die Haguro wurde in der Nacht vom 15. auf den 16. Mai in der Schlacht in der Straße von Malakka versenkt und der letzte verbliebene Kreuzer der 10. Regionalflotte, die Ashigara, wurde am 8. Juni in der Bangkastraße versenkt. Am gleichen Tag sank das hydrografische Vermessungsschiff Hakusa vor dem Kap Cà Mau im südlichen Indochina. Das Kanonenboot Nankai ging am 16. Juli westlich von Soerabaja verloren.
Die 10. Regionalflotte wurde bei Kriegsende am 12. September 1945 aufgelöst. Die Demobilisierung wurde am 23. Oktober 1946 offiziell von Oberstleutnant Kasai vermeldet. Am 16. August 1947 wurde bestätigt, dass noch 46 Mitglieder des Hauptquartiers in Singapur verblieben waren. Etliche der noch unbeschädigten Schiffe wurden als Reparationen an Großbritannien und andere Staaten abgegeben.

## Führung

### Oberbefehlshaber
| Nr. | Dienstgrad und Name          | Bild | Amtszeit            | Amtszeit           | Bemerkungen                                                                       |
| Nr. | Dienstgrad und Name          | Bild | Beginn der Amtszeit | Ende der Amtszeit  | Bemerkungen                                                                       |
| --- | ---------------------------- | ---- | ------------------- | ------------------ | --------------------------------------------------------------------------------- |
| 1.  | Vizeadmiral Fukudome Shigeru |      | 5. Februar 1945     | 12. September 1945 | Zeitgleich Befehlshaber der 1. Südlichen Expeditionsflotte und der 13. Luftflotte |